# Schulzovo–Zimmovo rozdělení
Schulzovo–Zimmovo rozdělení je rozdělení pravděpodobnosti, druh rozdělení gama. Používá se k modelování polydisperzity polymerů; pro tento účel jej poprvé použili Günter Victor Schulz v roce 1939 a Bruno Hasbrouck Zimm.
Rozdělení má pouze jeden parametr k, udávající tvar. Funkce hustoty pravděpodobnosti je:
{\displaystyle f(x)={\frac {k^{k}x^{k-1}e^{-kx}}{\Gamma (k)}}}
U polymerů hodnota x udává molekulovou hmotnost či délku řetězce {\displaystyle x=M/M_{n}}. Rozdělení hmotnosti {\displaystyle f(M)} je poté typu gama, s parametrem {\displaystyle \theta =M_{n}/k}. Z tohoto důvodu se Schulzovo–Zimmovo rozdělení v jiných oblastech prakticky nepoužívá.
Střední hodnota rozdělení je 1 a rozptyl 1/k. Disperzita polymeru má hodnotu {\displaystyle \langle x^{2}\rangle /\langle x\rangle =1+1/k}.
Pro velká k se Schulzovo–Zimmovo rozdělení blíží ke Gaussovu.